# Kozja Ravan
Kozja Ravan (cyr. Козја Раван) – wieś w Bośni i Hercegowinie, w Republice Serbskiej, w gminie Vlasenica. W 2013 roku liczyła 44 mieszkańców.